# Michela Roc
Michela Roc, pseudonimo di Bianca Maria Roccatani (Latina, 19 novembre 1941 – Roma, 29 aprile 2013), è stata un'attrice italiana, attiva negli anni sessanta e settanta.

## Biografia
Figlia di un pittore originario di Priverno e di una casalinga di Sora, nacque e crebbe a Latina. Divenne conosciuta essenzialmente per la sua attività di attrice di spot pubblicitari per Carosello e fotoromanzi della casa editrice Lancio degli anni settanta, spesso interpretati in coppia con Franco Gasparri. In totale prese parte a oltre milletrecento fotoromanzi.
Debuttò al cinema nel 1963, interpretando il ruolo di una vestale nel film Cleopatra con Liz Taylor. Fu spesso impegnata come comparsa non accreditata nei titoli: accadde nel film del 1963 diretto da Luchino Visconti, Il Gattopardo, con Claudia Cardinale, in cui appariva in una scena di ballo, e nelle pellicole Totòtruffa 62 e Il comandante (sempre del 1963), entrambe interpretate da Totò, in cui ricopriva piccoli ruoli.
Morì per una grave malattia nel 2013 a 71 anni.

## Filmografia
- Labbra rosse (1960)
- Lycanthropus (1961)
- Avventura al motel (1963)
- Cleopatra (1963)
- Il comandante (1963)
- Ta-ra-ra-Pompeji (1964)
- Panic Button... Operazione fisco! (Panic Button), regia di George Sherman e Giuliano Carnimeo (1964)
- Assassination (1967)
- K2 + 1 – serie TV, episodio Lo sceicco (1971)
- L'unica legge in cui credo (1976)